# Morar, Skottland
Morar är en ort i Storbritannien.   Den ligger i kommunen Highland och riksdelen Skottland, i den nordvästra delen av landet, 700 km nordväst om huvudstaden London. Morar ligger 10 meter över havet och antalet invånare är 250. Den ligger vid sjön Loch Morar.
Terrängen runt Morar är kuperad åt sydost, men västerut är den platt. Havet är nära Morar åt nordväst. Runt Morar är det mycket glesbefolkat, med 2 invånare per kvadratkilometer. Närmaste större samhälle är Mallaig, 3,4 km norr om Morar. Trakten runt Morar består i huvudsak av gräsmarker.